# Studia Ceranea
Studia Ceranea. Journal of the Waldemar Ceran Research Centre for the History and Culture of the Mediterranean Area and South-East Europe – rocznik naukowy o charakterze międzynarodowym, wydawany przez Wydawnictwo Uniwersytetu Łódzkiego. Publikowane są w nim prace dotyczące historii i kultury krajów basenu Morza Śródziemnego oraz Europy Południowo-Wschodniej. Redaktorem naczelnym jest Georgi Minczew.

## O czasopiśmie
Rocznik Studia Ceranea został powołany do istnienia jako organ wydawniczy Centrum Badań nad Historią i Kulturą Basenu Morza Śródziemnego i Europy Południowo-Wschodniej im. prof. Waldemara Cerana - Ceraneum w ramach struktury organizacyjnej Uniwersytetu Łódzkiego.
Z założenia periodyk ma charakter międzynarodowy, więc przyjmowane doń są prace napisane w językach kongresowych (angielskim, francuskim, niemieckim, rosyjskim i włoskim), dotyczące basenu Morza Śródziemnego i słowiańszczyzny, zamykające się w przedziale chronologicznym od I w. n.e. do XVIII stulecia włącznie.
Celem redakcji czasopisma jest tworzenie naukowego pisma o charakterze interdyscyplinarnym, które oferuje studia specjalistyczne, recenzje i noty recenzyjne nowo wydawanych monografii i pokonanie wąskiej specjalizacji stricte bizantynologicznej lub slawistycznej. Artykuły mają przedstawiać różne aspekty późnoantycznej, bizantyńskiej i słowiańskiej kultury Basenu Morza Śródziemnego i Europy Południowo-Wschodniej, która jest w swojej różnorodności integralna. Studia Ceranea starają się używać metodologii i osiągnięć pokrewnych dyscyplin wykorzystywanych w studiach nad późnym antykiem, średniowieczem oraz czasami nowożytnymi i otwierają się na nowe wyzwania stawiane przez współczesną myśl humanistyczną. Czasopismo jest członkiem Committee on Publication Ethics (COPE) i ściśle przestrzega zasad tej organizacji. Wszystkie artykuły dostępne są w Otwartym Dostępie (Open Access) na licencji CC BY-NC-ND (Attribution – Non-Commercial – No Derivative Works). Wszystkie numery są recenzowane zgodnie z modelem double-blind review.

## Zespół Redakcyjny
- prof. dr hab. Georgi Minczew, redaktor naczelny
- prof. dr hab. Mirosław J. Leszka, zastępca redaktora naczelnego
- dr Zofia Brzozowska
- dr Paweł Filipczak
- dr Agata Kawecka
- dr Andrzej Kompa
- dr Marek Majer
- dr Kirił Marinow
- dr hab. Ivan Petrov
- dr hab. Małgorzata Skowronek
- dr Jolanta Dybała, sekretarz

## Rada Naukowa
- prof. Hana Gladková (Uniwersytet Karola w Pradze)
- prof. James Douglas Howard-Johnston (Corpus Christi College, Oxford)
- prof. Ewald Kislinger (Uniwersytet Wiedeński)
- prof. Eliza Małek (Uniwersytet Łódzki)
- prof. Józef Naumowicz (Uniwersytet Kardynała Stefana Wyszyńskiego w Warszawie)
- prof. Szymon Olszaniec (Uniwersytet Mikołaja Kopernika w Toruniu)
- prof. Stefano Parenti (Ponifical Atheneum of St. Anselm, Rome)
- prof. Mihajlo Popović (Institute for Medieval Research, Austrian Academy of Sciences)
- prof. Günter Prinzing (Uniwersytet Johannesa Gutenberga w Moguncji)
- prof. Rustam Shukurov (Lomonosov Moscow State University)
- prof. Yuri Stoyanov (Uniwersytet Londyński)

## Bazy
- Web of Science Core Collection (Emerging Sources Citation Index)
- Humanities Source Ultimate (EBSCOhost)
- Academic Research Source eJournals (EBSCOhost)
- Directory of Research Journal Indexing (DRJI)
- Google Scholar
- Publishers International Linking Association Inc. (Crossref)
- Network of Library Content and Services (WorldCat)
- Slavic Humanities Index
- European Reference Index for the Humanities and the Social Sciences (ERIH PLUS)
- Central and Eastern European Online Library (CEEOL)
- Bielefeld Academic Search Engine (BASE)
- Information Matrix for the Analysis of Journals (MIAR)
- Bibliographic Database of Polish Academic Journals from Humanities and Humanistic Social Studies (BazHum)
- Index Copernicus Journals Master List (IC)
- Polska Bibliografia Naukowa (PBN)
- Polish Scientific and Professional Electronic Journals (ARIANTA)
- Scientific Communication Portal (INFONA)
- Repozytorium UŁ
- Biblioteka Nauki – Centrum Otwartej Nauki (CeON)
- Directory of Open Access Scholarly Resources (ROAD): ISSN International Centre and Unesco
- Public Knowledge Project (PKP Index)
- UlrichsWeb
- Elektronische Zeitschriftenbibliothek
- Directory of Open Access Journals (DOAJ)
- Scopus
- CEJSH
- Dimensions
- JURN